# Oreohelix waltoni
Oreohelix waltoni é uma espécie de gastrópode  da família Oreohelicidae.
É endémica dos Estados Unidos da América.